# Thoracotomie
Ne doit pas être confondu avec thoracoscopie.
La thoracotomie consiste en une incision chirurgicale de la paroi thoracique. Elle est exécutée par un spécialiste en chirurgie thoracique et permet d'avoir accès aux organes thoraciques, le cœur, les poumons, l'œsophage et l'aorte thoracique, ainsi qu'à la partie interne de la colonne vertébrale.

## Description

### Différents types de thoracotomies
Une thoracotomie est une incision chirurgicale permettant d'accéder aux structures intrathoraciques telles que le poumon, les bronches, le diaphragme, ou encore le médiastin. Selon le type d'intervention prévue, différents types de thoracotomie peuvent être réalisés :
La thoracotomie antéro-latéraleElle est effectuée sur la paroi thoracique antérieure. La thoracotomie antéro-latérale gauche est l'incision de choix pour ouvrir la poitrine afin d'effectuer un massage cardiaque interne, une manœuvre critique dans la gestion de l'arrêt cardiaque sur un traumatisme thoracique. À l'instar de la plupart des incisions chirurgicales, la thoracotomie antéro-latérale exige l'utilisation d'un écarteur de côtes.
La thoracotomie postéro-latéraleCette voie est une approche commune pour les opérations du poumon, de la plèvre, du diaphragme, de l'œsophage et d'une partie du médiastin (trachée, veine cave supérieure, aorte thoracique). Pratiquée dans le 5e espace intercostal, elle est assez délabrante car elle nécessite une section du muscle grand dorsal. Mais en créant une large ouverture elle permet un accès optimal au hile pulmonaire (artère pulmonaire et veine pulmonaire) et est considérée comme l'approche de choix pour la résection pulmonaire (pneumonectomie ou lobectomie).
La thoracotomie latérale ou axillaire

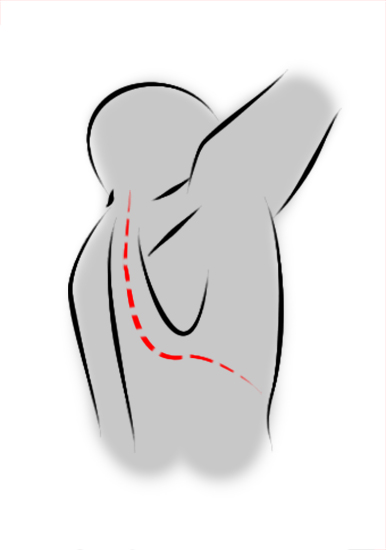
Thoracotomie postéro-latérale.
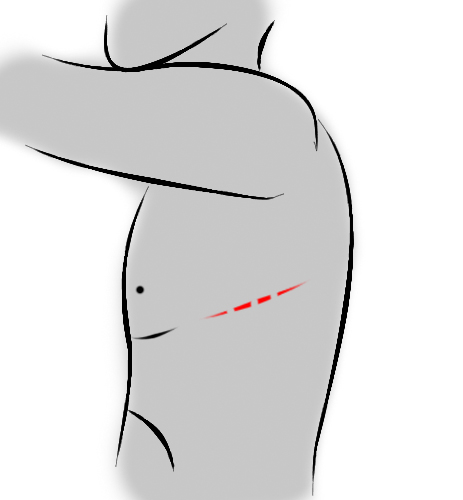
Thoracotomie latérale.
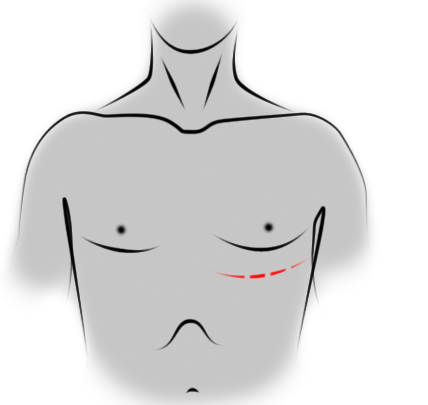
Thoracotomie antérieure gauche.
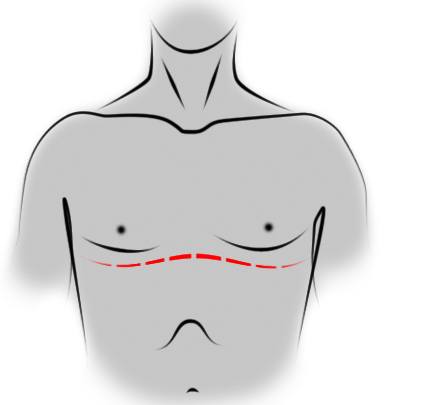
Thoracotomie antérieure bilatérale.

### Voies d'abord combinées
Dans certains cas, il est possible d'associer une autre voie d'abord à la thoracotomie, notamment les abords thoracoscopiques mini-invasifs.

### Voies d'abord mixtes
Il est possible de prolonger une thoracotomie vers d'autres régions anatomiques, en particulier le médiastin antérieur, le cou et l'abdomen.

## Anesthésie
Le bilan préopératoire dépend de l'intervention réalisée, et peut nécessiter la réaliser d'explorations fonctionnelles respiratoires, d'un scanner ou d'un TEP, ou une consultation cardiologique.
Une consultation avec l’anesthésiste est nécessaire avant l’intervention chirurgicale. Une anesthésie loco-régionale est généralement proposée en complément de l'anesthésie générale : cathéter d'analgésie péridurale, ou bloc paravertébral.
Afin de permettre de travailler sur un poumon vide d'air, l'intubation est généralement réalisée avec une sonde de Carlens, permettant une ventilation sélective unipulmonaire. À défaut, un blocker bronchique peut également être utilisé.

## Suites opératoires
Quelle que soit l'intervention réalisée, un drainage pleural est en général mis en place afin d'éviter l'accumulation d'air, de sang, et de sérosités dans la cavité thoracique.
La douleur précoce est prise en charge de manière multimodale grâce à l'anesthésie locorégionale. Des douleurs neuropathiques chroniques peuvent persister tardivement et nécessiter un traitement médicamenteux.
En raison de l'altération de la mécanique ventilatoire causée par l'incision, la kinésithérapie respiratoire est débutée précocement en prévention de l'encombrement bronchique et de l'infection pulmonaire.